# Setaphis fuscipes
Setaphis fuscipes är en spindelart som först beskrevs av Simon 1885.  Setaphis fuscipes ingår i släktet Setaphis och familjen plattbuksspindlar. Inga underarter finns listade i Catalogue of Life.